# Lacrymosa
«Lacrymosa» — пісня другого студійного альбому американського рок-гурту «Evanescence» — «The Open Door», в офіційній версії альбому пісня знаходиться під номером 7. У пісні використана музична тематика симфонії Моцарта — «Реквієм». Пісня «Lacrymosa» використовувалась в офіційному рекламному трейлері альбому «The Open Door». Пісня «Lacrymosa» написана Емі Лі та Террі Бальзамо. В оригіналі Моцарт писав музику в ре мінорі, але Емі Лі і Террі Бальзамо переписали її на мі мінор. Сама Емі Лі є дуже палкою шанувальницею Моцарта, а частина симфонії «Реквієм» — «Lacrymosa», її найулюбленіша.
За словами Емі Лі, пісня була написана для фільму «Хроніки Нарнії: Лев, чаклунка та шафа», проте продюсер не захотів включати пісню до фільму. В інтерв'ю Емі Лі пояснила: «Я гадала, що почати фільм з цієї пісні буде дуже гарною ідеєю, проте продюсер хотів чогось оригінальнішого...»
Пісня була записана в каплиці біля Сієтлу, Вашингтон, США. Запис музики відбувався під керівництвом Дейва Кемпбелла, що диригував оркестром з 22 музикантів та хором «The Millennium».